# Martin Grech
Martin Grech (Aylesbury, 13 novembre 1982) è un cantautore britannico.

## Biografia
Martin Grech pubblica il suo album di debutto Open Heart Zoo nel 2002, prodotto da Andy Ross, il disco è stato comparato ai lavori di Radiohead, Nine Inch Nails e Jeff Buckley. 
Il susseguente tour inglese gli fa guadagnare una certa notorietà e il favore della critica.
Nel 2003 viene invitato a suonare al tributo su Jeff Buckley dalla madre di Buckley stessa.
Nel 2005 pubblica il secondo album Unholy. Esso presenta atmosfere più cupe rispetto al predecessore.
Come per il precedente, le critiche sono ottime, tuttavia subito dopo l'uscita si separa dalla Island Records. Due anni più tardi vede la luce March of the Lonely.
Il terzo album mostra un approccio completamente diverso rispetto ai primi due privilegiando canzoni per chitarra acustica e atmosfere più morbide, ed esce per la Genepool Records.
Nel 2008 inizia a lavorare a nuovo materiale sotto il nome di Meatsuit, ma successivamente dichiara di voler abbandonare il progetto.
Nel 2010 Martin Grech pubblica, solo online, una raccolta di 25 demo sotto il nome di Meta.
Le demo, sono tutte scritte, suonate e registrate dallo stesso Martin e la raccolta include anche alcuni pezzi del progetto Meatsuit.
Nel 2011 Grech pubblica altre due raccolte: Meta II e B-Sides, Demos, Live, Rare.
Da febbraio a maggio 2015 Grech ha lavorato in studio al suo quarto album con il produttore discografico Peter Miles. 
Martin ha collaborato all'album con il chitarrista dei Tesseract  Acle Kahney e il batterista Jay Postones. 
Mentre lavorava all'album, ha anche fornito la voce di supporto nel brano "Hexes" nel loro album Polaris. 
Il 15 novembre 2015 una nuova traccia chiamata "Mothflower" è stata presentata in anteprima al Radio 1 Rock Show di Daniel P. Carter.
Nel marzo 2020, Grech ha pubblicato il suo primo nuovo album dal 2007, Hush Mortal Core, tramite la piattaforma Patreon.
Grech è tuttora attivo e continua a condividere la sua arte sul suo canale Patreon.
Altre opere
Grech ha collaborato alla canzone We Hope You Are What You Think You Are dei "yourcodenameis:milo" presente nell'album Print is Dead.
Grech ha cantato nell'album "First Chance I Get I'm Out of Here" (2005) del musicista John Zealey; i brani sono "Progress Has Stopped" e "First Chance I Get I'm Out Of Here".
Ha suonato la batteria per la rock band di quattro elementi Ophelia Torah.
Il 18 settembre 2015, Grech è apparso nella canzone "Hexes" della band progressive metal britannica Tesseract nel loro terzo album Polaris.
Il 24 luglio 2015, Grech è apparso nell'album di debutto omonimo GUNSHIP nella canzone "Black Sun On The Horizon".
Dal 2015 al 2017, Grech è stato un chitarrista del progetto Lionface, apparso nell'EP "Battle". 
L'EP include anche un remix realizzato da Martin - "Revamp (Martin Grech Remix)".
Il 5 aprile 2019, Grech è apparso nell'album di debutto di Guy Sigsworth STET nella canzone "Aeolian".
Nel 2008, Grech ha creato la colonna sonora del film di Adam Mason, Blood River (2009). 
Ha anche scritto colonne sonore per i film Luster (2010) e Junkie (2012). 
La canzone di Martin Grech "The Heritage" è stata usata nel film di Adam Mason The Devil's Chair.

## Discografia

### Album in studio
- 2002 – Open Heart Zoo (Island Records)
- 2005 – Unholy (Island Records)
- 2007 – March of the Lonely (Genepool Records)
- 2020 – Hush Mortal Core (autoprodotto)

### Demo & Unreleased
- 2010 - Meta
- 2011 - Meta II
- 2011 - B-Sides, Demos, Live, Rare.

### Singoli
- 2002 Dali
- 2002 Open Heart Zoo
- 2002 Push
- 2004 I am Chromosome
- 2004 Rest In Peace EP
- 2005 Guiltless
- 2007 The Heritage